# Yannick Borel
Yannick Philippe André Borel (Pointe-à-Pitre, Guadalupe, 5 de noviembre de 1988) es un deportista francés que compite en esgrima, especialista en la modalidad de espada.
Participó en cuatro Juegos Olímpicos de Verano, obteniendo dos medallas, oro en Río de Janeiro 2016, en la prueba por equipos (junto con Gauthier Grumier, Daniel Jérent y Jean-Michel Lucenay), y plata en París 2024, en la prueba individual, además del quinto lugar en Londres 2012 (individual) y el quinto en Tokio 2020 (por equipos).
Ganó siete medallas en el Campeonato Mundial de Esgrima entre los años 2011 y 2023, y ocho medallas en el Campeonato Europeo de Esgrima entre los años 2011 y 2022.
En los Juegos Europeos de Bakú 2015 obtuvo una medalla de oro en la prueba por equipos.

## Palmarés internacional
| Juegos Olímpicos   | Juegos Olímpicos        | Juegos Olímpicos  | Juegos Olímpicos   |
| Año                | Lugar                   | Medalla           | Prueba             |
| ------------------ | ----------------------- | ----------------- | ------------------ |
| 2016               | Río de Janeiro (Brasil) | Medalla de oro    | Espada por equipos |
| 2024               | París (Francia)         | Medalla de plata  | Espada individual  |
| Campeonato Mundial |                         |                   |                    |
| Año                | Lugar                   | Medalla           | Prueba             |
| 2011               | Catania (Italia)        | Medalla de oro    | Espada por equipos |
| 2012               | Kiev (Ucrania)          | Medalla de plata  | Espada por equipos |
| 2017               | Leipzig (Alemania)      | Medalla de oro    | Espada por equipos |
| 2018               | Wuxi (China)            | Medalla de oro    | Espada individual  |
| 2019               | Budapest (Hungría)      | Medalla de oro    | Espada por equipos |
| 2022               | El Cairo (Egipto)       | Medalla de oro    | Espada por equipos |
| 2023               | Milán (Italia)          | Medalla de plata  | Espada por equipos |
| Juegos Europeos    |                         |                   |                    |
| Año                | Lugar                   | Medalla           | Prueba             |
| 2015               | Bakú (Azerbaiyán)       | Medalla de oro    | Espada por equipos |
| Campeonato Europeo |                         |                   |                    |
| Año                | Lugar                   | Medalla           | Prueba             |
| 2011               | Sheffield (Reino Unido) | Medalla de oro    | Espada por equipos |
| 2016               | Toruń (Polonia)         | Medalla de oro    | Espada individual  |
| 2016               | Toruń (Polonia)         | Medalla de oro    | Espada por equipos |
| 2017               | Tiflis (Georgia)        | Medalla de oro    | Espada individual  |
| 2018               | Novi Sad (Serbia)       | Medalla de oro    | Espada individual  |
| 2018               | Novi Sad (Serbia)       | Medalla de plata  | Espada por equipos |
| 2022               | Antalya (Turquía)       | Medalla de oro    | Espada individual  |
| 2022               | Antalya (Turquía)       | Medalla de bronce | Espada por equipos |